# Sinagoga Jaim Pinto
La sinagoga Jaim Pinto, es un lugar histórico de Esauira, Marruecos, que anteriormente fue una ciudad conocida como Mogador. El templo fue el hogar y la sinagoga del rabino Jaim Pinto (1748-1845). Aunque ya no hay una comunidad judía en Esauira, el edificio es una sinagoga activa, utilizada por los peregrinos o los grupos de turistas judíos que visitan la ciudad. La sinagoga está en la segunda planta, de un edificio de tres plantas, con un patio, situado dentro de los muros de la ciudad antigua, y que contiene el hogar del rabino y la oficina. El edificio es de yeso blanqueado y mampostería. La sinagoga consiste en una gran sala. Hay dos secciones para las mujeres, una se extiende a través del patio, y la otra se encuentra en la tercera planta, ambas cuentan con ventanas desde donde se puede observar la sinagoga. La sala de la sinagoga necesitaba una reparación y una modernización, terminar el techo y las columnas capitales, pintar la madera del arco de la Torá y la Bimah de color azul.